# الجو الأعلى (شرس)

تعديل مصدري - تعديل

الجو الأعلى هي إحدى قرى عزلة بيت قدم بمديرية شرس التابعة لمحافظة حجة، بلغ تعداد سكانها 92 نسمة حسب تعداد اليمن لعام 2004.